# Aleksandr Iessenin-Volpin
Aleksandr Iessenin-Volpin   (Sant Petersburg, 12 de maig de 1924 - Boston, 16 de març de 2016), nom complet amb patronímic Aleksandr Serguéievitx Iessenin-Volpin, rus: Алекса́ндр Серге́евич Есе́нин-Во́льпин, anglès: Alexander Esenin-Volpin, fou un prominent poeta i matemàtic russoestatunidenc.
Notable dissident, pres polític i líder del moviment soviètic pels drets humans, va passar un total de sis anys empresonat i reprimit per les autoritats soviètiques a les psikuixkes i a l'exili. En matemàtiques, és conegut pel seu paper fonamental en l'ultrafinitisme.

## Biografia
El seu pare, el poeta Serguei Iessenin, va morir quan Iessenin-Volpin tenia un any i mig. La seva mare era la poeta i traductora Nadejda Volpin, filla de l'advocat i jurista de Moscou David Samuílovitx Volpin. Els pares eren amics del taller literari, però no estaven casats.
Nadejda Volpin va anunciar el seu embaràs a Serguei Iessenin l'estiu de 1923, quan el poeta ja havia conegut l'actriu Avgusta Miklaixévskaia. Iessenin va convèncer Nadejda Volpin perquè avortés, la qual cosa va ser el motiu de la ruptura i la seva marxa a Petrograd, on va néixer Aleksandr el 12 de maig de 1924.
El 1933, juntament amb la seva mare, es va traslladar de Leningrad a Moscou. El 1946 es va graduar amb honors a la Facultat de Mecànica i Matemàtiques de la Universitat Estatal de Moscou (director de tesi Pàvel Aleksàndrov). No va ser admès a l'exèrcit a causa d'un diagnòstic psiquiàtric.
El 1949, després d'acabar els seus estudis de postgrau a l'Institut d'Investigació de Matemàtiques de la Universitat Estatal de Moscou i haver defensat la seva tesi doctoral sobre lògica matemàtica, va marxar a treballar a Txernivtsí.
Detingut el 21 de juliol de 1949 per una denúncia fou acusat de dur a terme "agitació i propaganda antisoviètica" (de fet, per escriure i llegir en un estret cercle de coneguts els poemes Nikogda ia ne bral sokhi…, Voron i Vessenni list).Enviat a examen psiquiàtric forense, fou declarat boig i fou obligat a rebre tractament obligatori a l'Hospital Psiquiàtric Especial de Leningrad. El setembre de 1950, com a "element socialment perillós", va ser exiliat a la regió de Kharagandí durant un període de cinc anys. Fou alliberat el 25 de desembre de 1953 per una amnistia i va tornar a Moscou.
L'estiu de 1959, va rebre una invitació del comitè organitzador del simposi "Sobre els fonaments de les matemàtiques i la teoria de l'infinit" organitzat per la Unió Matemàtica Internacional i l'Institut de Matemàtiques de l'Acadèmia de Ciències de la República Popular de Polònia. a Varsòvia, del 2 al 8 de setembre de 1959. El comitè organitzador va convidar Volpin a participar en l'esdeveniment i fer-hi una presentació sobre lògica matemàtica. Després d'haver rebut la invitació, Volpin es va adreçar a les autoritats de l'URSS amb la sol·licitud d'expedir-li un passaport estranger, però de seguida va rebre una resposta de la qual quedava clar que als ciutadans amb discapacitat mental de l'URSS no se’ls emetia passaport estranger ni podien sortir a l'estranger. Llavors Volpin va enviar a Varsòvia el text de la seva presentació, que es va llegir en nom seu al simposi, indicant que les autoritats no permetien que el científic soviètic assistís al simposi en persona.
El 1959 fou novament enviat a un hospital psiquiàtric especial per haver enviat a l'estranger un recull dels seus poemes i el seu "Tractat filosòfic lliure", rus: Свободный философский трактат Svobodni filossofski traktat.Va passar uns dos anys en un hospital psiquiàtric especial.
Els seus poemes, distribuïts en samizdat i publicats a Occident, estaven signats amb el nom de Volpin. El 1961 es va publicar a Nova York el llibre de Iessenin-Volpin Vessenni list que, a més de poesia, incloïa el Svobodni filossofski traktat escrit el 1959.

### Manifestacióglàsnost
El 1965, Iessenin-Volpin es va convertir en l'organitzador de la "Manifestació glàsnost" celebrada el 5 de desembre a la Plaça Puixkin de Moscou,primera manifestació de protesta pública a l'URSS de la postguerra. El principal eslògan de la concentració, que aplegà, segons estimacions aproximades, unes 200 persones (inclosos agents del KGB i de la Drujina)era la demanda de publicitat del judici d'Andrei Siniavski i Iuli Daniel, que havien estat arrestats feina no gaire temps abans; els manifestants també mostraven pancartes que deien "Respecteu la Constitució soviètica". A la concentració, es va distribuir l'«Apel·lació civil», rus: Гражданское обращение Grajdànskoie obrasxéniecompilada per Iessenin-Volpin, que anteriorment havia estat distribuïda pels organitzadors de la concentració i els simpatitzants, com a fulletó. Iessenin-Volpin va ser arrestat directament a la plaça per ser interrogat.
Vladímir Bukovski, basant-se en l'informe secret del KGB al Politburó del Comitè Central del PCUS que va trobar als arxius, creu que la campanya d'utilitzar l'anomenada psiquiatria punitiva contra els dissidents va començar amb la menció d'aquest informe el febrer. 27 de 1967, de Piotr Grigorenko i Aleksandr Volpin com a persones "prèviament implicades en responsabilitat penal i alliberades en relació amb malalties mentals".
El febrer de 1968, Iessenin-Volpin fou reclòs de nou en un hospital mental especial. En aquest sentit, diversos matemàtics coneguts van signar l'anomenada "carta dels noranta-nou"amb una protesta contra l'hospitalització forçosa de Iessenin-Volpin.
Iessenin-Volpin va estar tancat a hospitals i presons psiquiàtriques durant un total de 14 anys (el diagnòstic de la psiquiatria oficial fou "esquizofrènia tòrpida).A més, segons Iuri Savenko, Iessenin-Volpin en realitat només tenia ciclotímia.
El 1969, Iessenin-Volpin va traduir al rus i va escriure un prefaci al llibre de Paul Joseph Cohen Set Theory and the Continuum Hypothesis,on exposava la prova de la independència de la hipòtesi del continu dels altres axiomes de la teoria de conjunts.
Per samizdat circulava el "Memo per a aquells que s'enfronten a interrogatoris" compilat per Isesenin-Volpin, la tesi clau del qual era l'afirmació que les normes del dret processal soviètic són bastant adequades per evitar legítimament la complicitat en el processament de la dissidència, sense recórrer a mentides ni negació ... Després de la seva llibertat, el 1970, Iessenin-Volpin es va unir al Comitè de Drets Humans de l'URSS, on va col·laborar amb Iuri Orlov, Andrei Sàkharov i altres activistes dels drets humans.

### Emigració
El maig de 1972, per insistència de les autoritats soviètiques, va emigrar als Estats Units, però la seva ciutadania soviètica no va ser revocada, com era costum en aquella època. Va treballar a la Universitat de Boston. El 1973 va ser un dels signants del Manifest Humanista.
A l'estranger, va tornar a alarmar les autoritats soviètiques el 1977, en amenaçar de demandar-les per difondre rumors que patia una malaltia mental.
El 2005, Iessenin-Volpin va participar en They Chose Freedom, un documentari televisiu de quatre parts sobre la història del moviment dissident soviètic.
Va morir el 16 de març de 2016 als Estats Units als 91 anys.

## Tasca com a matemàtic
Els seus primers treballs van ser de topologia general, on va introduir el teorema de Iessenin-Volpin.
La base de les opinions matemàtiques i filosòfiques de Iessenin-Volpin era l'escepticisme extrem: la negació de tots els conceptes abstractes presos de la fe (Déu, infinit, etc.); això implica la necessitat de respectar estrictament les lleis formals i lògiques. A partir del 1961, Iessenin-Volpin va desenvolupar el concepte d'ultrafinitisme, una forma radical de finitisme metamatemàtic, en què es nega la infinitat del conjunt de nombres naturals.
Això el va portar a un resultat aparentment paradoxal: Iessenin-Volpin va donar suport a l'argument diagonal "creixent" de Cantor i va rebutjar l'argument "decreixent" de Gödel; va intentar demostrar la consistència del sistema d'axiomes de Zermelo-Fraenkel i va insistir que tal prova no significaria una prova de la inconsistència d'aquest sistema d'axiomes, que es derivaria del teorema de Gödel, ja que, segons Iessenin-Volpin, aquest teorema de Gödel és erroni.
Una altra conseqüència de gran abast dels arguments "ampliants" de Iessenin-Volpin podria ser un augment "explosiu" dels regnes de l'existència: a més de l'existència real i ideal adoptada en alguns sistemes filosòfics, caldria reconèixer l'arbre de sèries naturals d'éssers. Això, en particular, hauria enterrat completament l'argument del tercer home avançat per Aristòtil contra Plató.
Des de principis dels anys seixanta, Iessenin-Volpin va aplicar el mateix principi d'escepticisme radical a l'àmbit de la llei, i fou un dels primers dissidents soviètics a presentar la idea de la possibilitat i necessitat de protegir els drets humans seguint estrictament les lleis soviètiques i exigint a les autoritats que compleixin aquestes lleis. Va formular i va començar a defensar la idea que les lleis soviètiques en si mateixes són força acceptables, i el problema rau en la negativa de l'Estat a seguir aquestes lleis. Va convèncer els seus seguidors que si l'Estat obeïa les seves pròpies lleis, els ciutadans no es trobarien en un estat d'impotència i que la situació pel que fa als drets humans canviaria si els ciutadans pressionessin l'estat per complir la llei.Aquesta norma esdevingué un dels conceptes fonamentals del moviment pels drets humans.

## Publicacions matemàtiques
- Ésénine-Volpine, A. S.. «Le programme ultra-intuitionniste des fondements des mathématiques». A: Infinitistic Methods (Proc. Sympos. Foundations of Math., Warsaw, 1959).  Oxford: Pergamon, 1961, p. 201–223. Revisat per Kreisel, G.; Ehrenfeucht, A. «Le Programme Ultra-Intuitionniste des Fondements des Mathematiques by A. S. Ésénine-Volpine». The Journal of Symbolic Logic. Association for Symbolic Logic, vol. 32, núm. 4, 1967, pàg. 517. DOI: 10.2307/2270182. JSTOR: 2270182.
- Yessenin-Volpin, A. S.. «The ultra-intuitionistic criticism and the antitraditional program for foundations of mathematics». A: A. Kino, J.Myhill, R. E. Vesley. Intuitionism and proof theory (Proc. Conf., Buffalo, N.Y., 1968).  North-Holland, 1970, p. 3–45 (Studies in Logic and the Foundations of Mathematics). Revisat per Geiser, James R. «The Ultra-Intuitionistic Criticism and the Antitraditional Program for Foundations of Mathematics. by A. S. Yessenin-Volpin». The Journal of Symbolic Logic. Association for Symbolic Logic, vol 40, núm. 1, 1975, pàg. 95–97. DOI: 10.2307/2272294. JSTOR: 2272294.
- Yessenin-Volpin, A. S.. «About infinity, finiteness and finitization (in connection with the foundations of mathematics)». A: Fred Richman. Constructive mathematics (Las Cruces, N.M., 1980). volum 873.  Berlín-Nova York: Springer, 1981, p. 274–313 (Lecture Notes in Math.). DOI 10.1007/BFb0090740. ISBN 3-540-10850-5.